# Tsiteli Khati
Tsiteli Khati (en georgiano: წითელი ხატი; en osetio: Сырххуыз) es una cumbre de la Cordillera Kharuli en el norte de Osetia del Sur, territorio reclamado por Georgia. La elevación del pico es 3.026 metros ( 9.928 pies) sobre el nivel del mar. La montaña se encuentra dentro de la Región Volcánica Kheli de Georgia, una zona que es la mayor fuente de vulcanismo en la ladera sur de la Cordillera Gran Cáucaso dentro de las fronteras disputadas Georgia. Tsiteli Khati está constituido por andesitas del Holoceno y lavas dacíticas. El pico en sí es un cono volcánico joven con pendientes que no muestran signos de erosión significativa. La vegetación de la montaña consiste en prados subalpinos y alpinos.